# Henri Helbig
Pour les articles homonymes, voir Helbig.
Henri Helbig, né à Mayence (Empire français) en 1813 et mort à Liège le 21 mai 1890, est un historien belge.

## Biographie
Henri Helbig naît en 1813 à Mayence, dans le département du Mont-Tonnerre, fils de Jean-Marie Helbig, négociant, et d'Anne-Gertrude Lauter(e)n, née le 22 juillet 1790 à Moemlingen, grand duché de Darmstadt, morte à Liège le 31 août 1822. Sa mère se remarie avec son beau-frère, le banquier et bibliophile Jean-Baptiste Helbig, et s'établit dans la ville belge de Liège.
Henri Helbig commence sa carrière comme libraire et ouvre en 1846 une librairie d'antiquariat située à Liège derrière le Palais de Justice, puis place de l'Université. Il tient son commerce jusqu'en 1853, date où il entre comme comptable de la Société métallurgique l'Espérance et Longdoz à Seraing, puis en devient le secrétaire. Sa carrière au sein de cette société s'étendit jusqu'en 1875.
Il garda son goût pour les livres et se constitua une collection comprenant principalement des ouvrages imprimés à Mayence, ville de sa naissance et ville de la naissance de l'imprimerie, et à Liège sa ville d'adoption.
Il est membre fondateur de la Société des bibliophiles liégeois en 1863, en est secrétaire jusqu'en 1875 quand il en devient président, poste qu'il occupe jusqu'en 1886.
Bibliophile, il s'intéresse aux livres rares, notamment ceux à faible tirage ou censurés, et privilégie les ouvrages en reliure d'époque.
Sa collection est acquise en 1890 par la Bibliothèque royale de Belgique.